# Filoxéra
A filoxéra, szőlőfiloxéra vagy szőlőgyökértetű (Daktulosphaira vitifoliae v. Viteus vitifoliae) a rovarok (Insecta) osztályába, a félfedelesszárnyúak (Hemiptera) rendjébe és a törpetetvek (Phylloxeridae) családjába tartozó faj.

## Összefoglalva
A filoxéra Amerikából származó kártevő, mely a szőlő gyökerén gubacsszerű képződményeket hoz létre, ezzel a növény pusztulását okozva. Védekezni ellene főként filoxérarezisztens alanyok használatával (a nemes szőlővesszők ilyen alanyokra való ráoltásával) lehetséges.
A faj első magyarországi előfordulását 1875-ben egy távirdai főtiszt,  Gerger Ede észlelte, aki egy Pancsováról csomagban küldött gyökeres szőlővesszőn figyelt fel a kártevőre, s ezt követően értesítette a Magyar Királyi Földművelésügyi Minisztériumot.

## Előfordulása
Európában először Franciaországban bukkant fel 1863-ban. Az itteni, európai szőlőket termesztő gazdák, nem ismerve fel a kártevő életkörülményeit, sokáig nem tudtak védekezni ellene. Nagyjából 30 év alatt a filoxéra elpusztította a kontinens kötött talajra települt, nagy múltú szőlőkultúráját. A termőszőlők mintegy 2/3 része esett áldozatul neki.
Magyarországon 1875-ben észlelték először Pancsován. Az országban 1897-ig 666 820 kataszteri hold szőlőből 391 217 pusztult el.

## Mezőgazdasági szerepe
A kártevő tetű bonyolult, több nemzedéken keresztül tartó szaporodását, élettanát nehezen ismerték ki a hajdani szőlészek, ezért a védekezésre is lassan találtak hatékony módszert. A filoxéra teljes biológiai ciklusa kétéves, gyökérlakó és levéllakó nemzedékek sorából áll. A faj levéllakó alakja az európai szőlőfajták levelén nagyon ritkán jelenik meg, számottevő kárt nem okoz. A problémát a gyökérlakó alak okozza, amely szívogatásával kóros sejtburjánzást okoz, amit az európai szőlőfajták esetében a növény elhalása követ. A faj az amerikai szőlőfajok gyökerén is jelen van, ám sejtburjánzást, és ezt követő elhalást nem okoz.

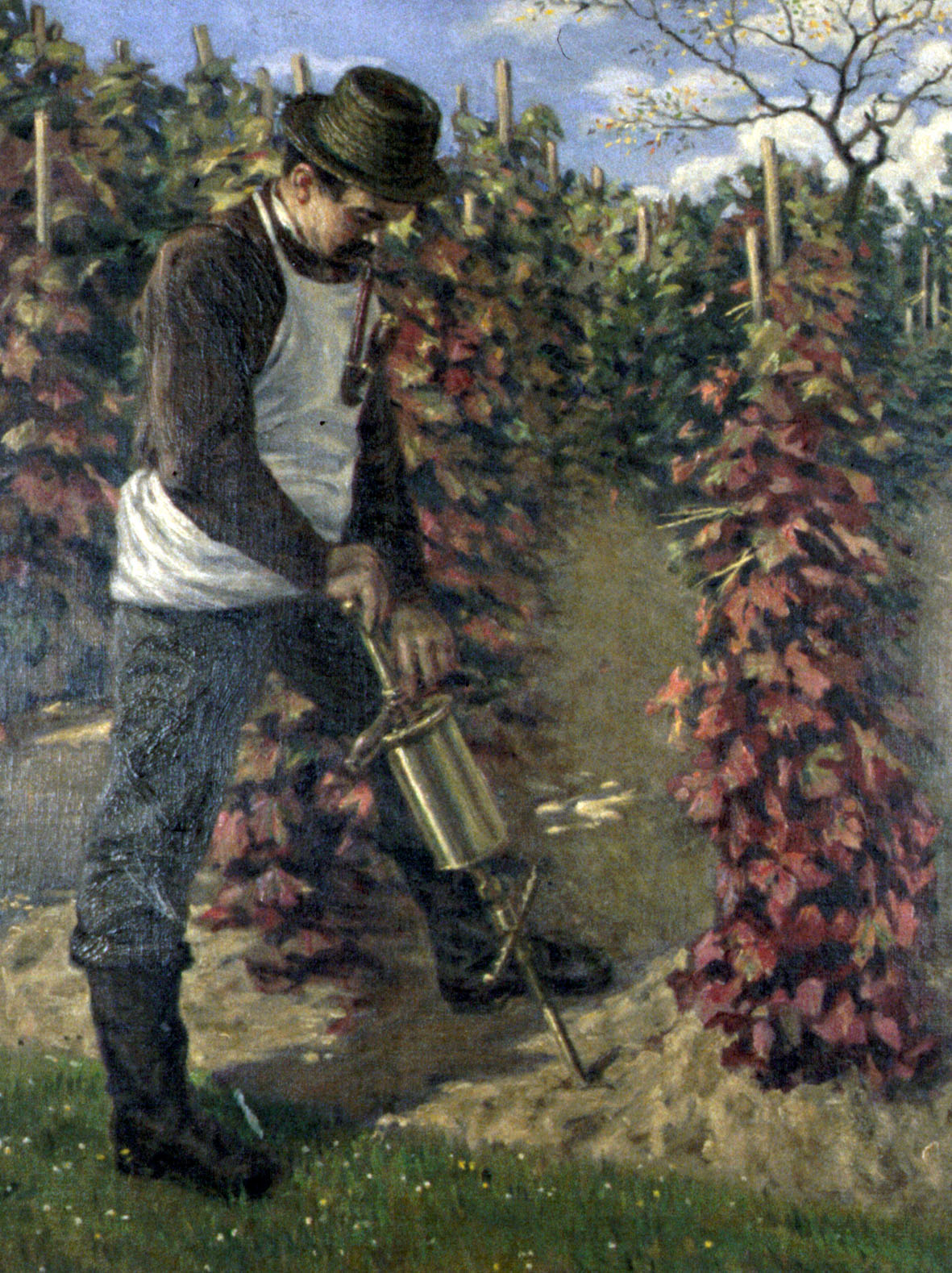
Szén-diszulfid (szénkéneg) injektor, festmény, 1904. A szénkéneggel való gyérítést először Paul Thénard francia szőlőbirtokos alkalmazta ültetvényeiben az 1860-as évek végén

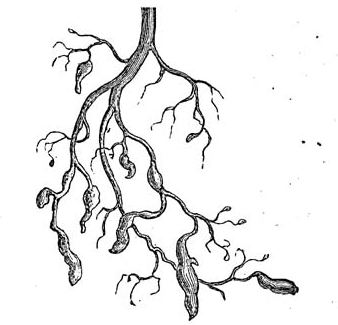
Filoxérás gyökérzet

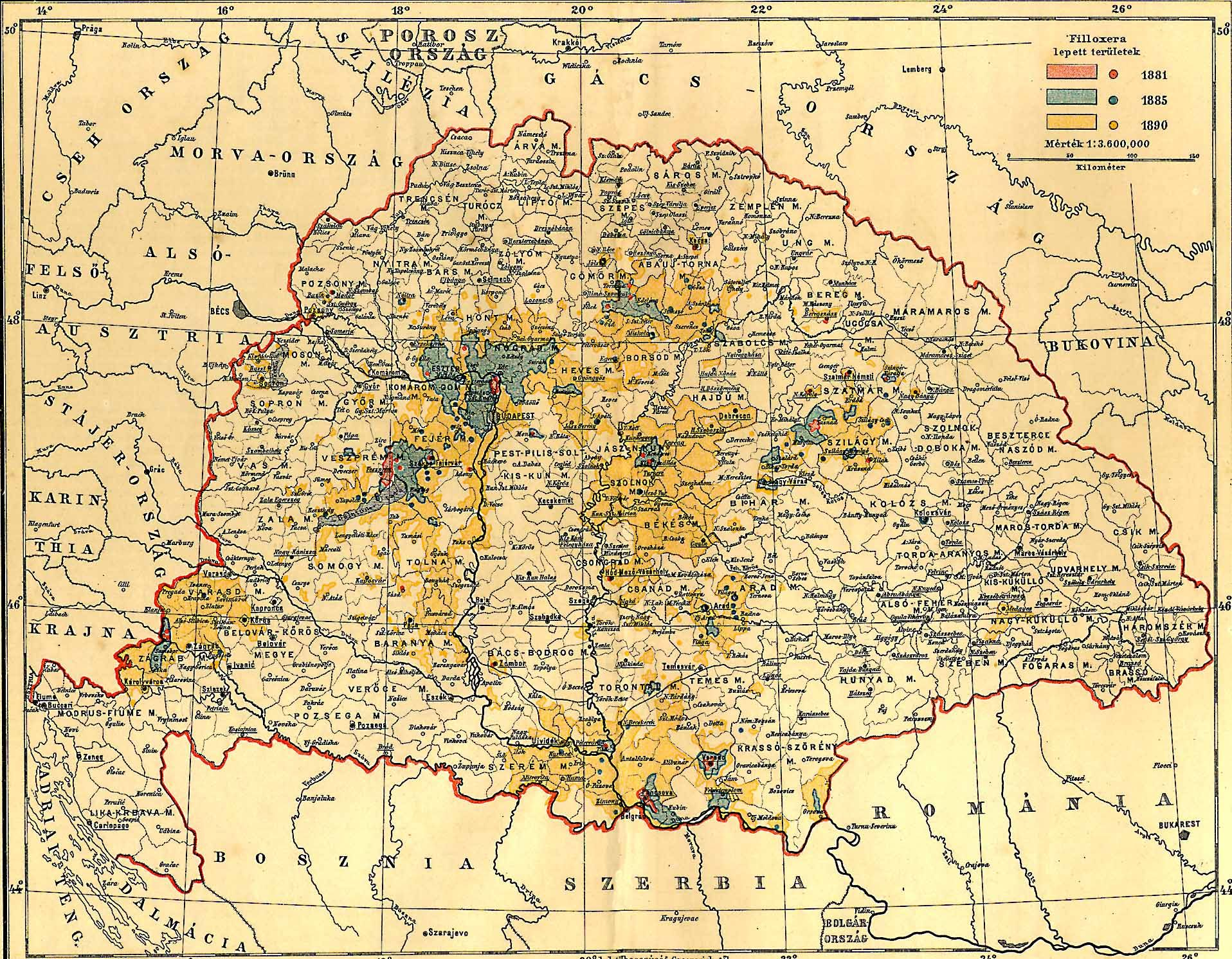
Magyarország filoxérával fertőzött területei 1890 körül

Kezdetben a fertőzött területek irtásával, vízzel való elárasztásával, durva vegyszeres kezelésével (szénkéneg, amit helyenként manapság is alkalmaznak) próbálkoztak, de aztán jobb megoldásokat találtak. Egyrészt a 75-80% kvarcot tartalmazó homoktalajokban (rezisztens talajok) telepítettek szőlőket, másrészt amerikai eredetű szőlők (parti szőlő) átoltásával, oltványok előállításával, s az ültetvények ilyen áttelepítésével sikerült megállítani a vészt, és visszafordítani a tönkretett területek szőlőkultúráját.
Az ültetvények áttelepítését különféle gazdasági ösztönzőkkel támogatta az állam, például hatévi adómentességet adtak (1891: 1. tc.).  A gazdák felvilágosítására is nagy hangsúlyt fektettek. Jókai Mór, aki maga is szőlészkedett  így írt a problémáról az 1896-ban megjelent Kertészgazdászati jegyzetek-ben: „ …azt hiszem, senkinek sem kell bemutatnom, hogy milyen a filoxéra? Aki nem látta természetben, megismerheti a népszerű füzetekből, amikben le van írva és rajzolva, sokszoros nagyításban. Nálam minden szőlőmunkás kap egy nagyítóüveget, hogy a szőlő gyökerén megvizsgálhassa a gyanús sárga foltot. […] A filoxéra elleni háborút folytatni kell, mert ami rossz van a földön, az tökéletesen el nem vész soha.”
A szőlőtermesztés filoxéravész utáni megújításában mind idehaza, mind szerte a világon jelentős szerepet játszott több, világhírre is szert tett magyar mezőgazdasági tudós és szőlőnemesítő, köztük Katona Zsigmond, Mathiász János, Kocsis Pál és Vetter Pál.
A nagyüzemi mezőgazdaság idején, 1970 és 1990 között szinte teljesen eltűnt a filoxéra kártevője. Manapság a tulajdonváltás idejében sok műveletlenül hagyott szőlőterületen ismét megtalálható, de a leveleken okozott kártétele nem okoz komoly pusztulást a köztermesztésben lévő szőlőoltványok ellenálló gyökérzetének köszönhetően. A filoxéra megtelepedésére alkalmatlan homoktalajokon történő szőlőtelepítések kivételével azonban az oltványszőlő használata ma is alapvető követelmény a kártevő elleni védekezésben.